# Oncaea mollicula
Oncaea mollicula is een eenoogkreeftjessoort uit de familie van de Oncaeidae. De wetenschappelijke naam van de soort is voor het eerst geldig gepubliceerd in 1975 door Gordeeva K.T..